# Jolleseglarna KKF
Jolleseglarna KKF (Karlstads Kanotförening) bildades 1905 och är Karlstads tredje äldsta idrottsförening. När föreningen bildades använde medlemmarna segelkanoter och paddelkanoter. Idag använder man i huvudsak Optimistjollar, E-jollar, Lasrar, Finnjollar och C-kanoter i modern tappning. 
Föreningen delades på 30-talet då paddelkanotisterna organiserade sig i en egen förening och bildade Karlstads Paddlarklubb. På så vis blev endast de seglande medlemmarna kvar i Karlstads kanotförening. På 80-talet lades ordet jolleseglarna till i namnet så att det inte skulle bli några missförstånd. Nu heter föreningen Jolleseglarna Karlstads Kanotförening.
Varje år anordnas kappseglingarna Juniregattan samt Sola cup. Jolleseglarna KKF bedriver en omfattande ungdomsverksamhet och lever upp till Svenska Seglarförbundets kriterier för den Ungdomsvänliga klubben.